# Shy Child
Shy Child é um dueto de música eletrônica dos Estados Unidos. A banda consiste em Pete Cafarella nos vocais e nos teclados e Nate Smith na bateria. Além de canções originais, a banda também grava vários remixes, tendo remixado canções de Demander, Midnight Juggernauts, The Futureheads, Tokyo Police Club, Editors, Archie Bronson Outfit, The Boggs, Dead Kids e AC Slater. Um desses remixes, o remix de "Arm In Arm" dos The Boggs, figurou na trilha sonora do jogo eletrônico Grand Theft Auto IV, mais precisamente na rádio Radio Broker.

## Discografia

### Álbuns
- Please Consider Our Time - CD (Grenadine Records, 2002, EUA/CAN; Romz Record, 2003, Japão)
- One with the Sun - CD (Say Hey Records, 2004, EUA/CAN; Romz Record, 2005, Japão)
- Noise Won't Stop - CD/LP (Wall of Sound Records, 2007, RU/UE; Liberator Records, Austrália, 2007, Kill Rock Stars, EUA, 2008)
- Liquid Love - CD 2010

### EPs
- The Humanity EP - CD EP (Grenadine Records, 2003, EUA/CAN)

### Singles
- "The Noise Won't Stop" – 7" (Good and Evil Records, 2005, RU)
- "Technicrats" – 7" (Good and Evil Records, 2006, RU)
- "Drop the Phone" – 7" (Wall of Sound Records, 2007, RU/UE)
- "Noise Won't Stop" – 7" (Wall of Sound Records, 2007, RU/UE)
- "Summer" – 7"/12" (Wall of Sound Records, 2007, RU/UE) #22 UK Indie